# دالي مالوري
دالي مالوري (بالإنجليزية: Dale Mallory)‏ هو سياسي أمريكي، ولد في 2 نوفمبر 1964 في سينسيناتي في الولايات المتحدة. حزبياً، نشط في الحزب الديمقراطي. وقد انتخب عضو مجلس نواب أوهايو.